# Martensrade
Martensrade est une commune allemande du Schleswig-Holstein, située dans l'arrondissement de Plön, entre Kiel et Lütjenburg, sur la rive du Selenter See. Martensrade est l'une des sept communes de l'Amt Selent/Schlesen dont le siège est à Selent.

## Personnalités liées à la ville
- Jean Kunckel (1620-1703), chimiste né à Wittenberg.